# Biserica evanghelică fortificată din Alma Vii
Biserica evanghelică fortificată din Alma Vii este un ansamblu de monumente istorice aflat pe teritoriul satului Alma Vii, comuna Moșna. În Repertoriul Arheologic Național, monumentul apare cu codul 145122.01.
Ansamblul este format din următoarele monumente:
- Biserica evanghelică fortificată (cod LMI SB-II-m-A-12309.01)
- Incintă fortificată, cu turn de poartă, turn- clopotniță, două turnuri, anexe. (cod LMI SB-II-m-A-12309.02)

Biserica săsească se află pe panta unui deal care domină comuna și datează de la începutul secolului al XIV-lea, dar fortificația din jurul ei a fost ridicată aproape două secole mai târziu. La începutul secolului XVI, biserica de tip biserică-sală de mici dimensiuni a fost fortificată prin supraînălțarea corului cu două etaje de apărare accesibile printr-o scară mobilă, ultimul susținut pe console de piatră profilate ce deschid între ele guri de smoală.
Orga bisericii, construită în 1840, este amplasată în capătul de vest al sălii, prilej cu care a fost ridicată și o mică anexă care îi găzduiește foalele.
În 1966 s-a încheiat o masivă restaurare, care a redat cetății aspectul inițial, înlăturând unele adăugiri moderne.
Proiectul „Centrul de interpretare a culturii tradiționale Alma Vii – Reabilitarea și refuncționalizarea incintei fortificate” a început în luna aprilie a anului 2015 și a fost implementat de către Fundația Mihai Eminescu Trust (MET) și partenerul său, Institutul Norvegian pentru Cercetarea Patrimoniului Cultural. Recepția lucrărilor desfășurate în decursul unui an pentru restaurarea incintei fortificate a bisericii evanghelice din Alma Vii s-a făcut pe 29 august 2016.
În 2019, SUA au finanțat prin Fondul Ambasadorial pentru Conservarea Obiectivelor Culturale al Departamentului de Stat proiectul de restaurare a complexului bisericii fortificate din Alma Vii, cu 500.000 de dolari, transmiși prin ambasadorul Hans G. Klemm. Acesta a precizat că „Proiectul nu vizează doar o clădire, ci este o investiție în comunitatea din Alma Vii”.